# 奈瓦夏湖
奈瓦夏湖（英語：Lake Naivasha）是非洲東部國家肯亞的湖泊，屬東非大裂谷區的淡水湖之一。奈瓦夏湖面積139平方公里，周圍是面積64平方公里的沼澤，高度海拔1,884米，平均水深6米，是河馬和400多種鳥類的棲息地。
奈瓦夏的名稱是依當地馬賽族的「Nai'posha」的發音而來，（Nai'posha表示「惡水」：因此湖相當容易在暴風雨時暴漲）奈瓦夏湖的面積約有160平方公里，依降雨量不同，湖面積也會不同。海拔約1890公尺（5900呎），湖邊有將近400多種的鳥類棲息，包括有非洲紅鶴。
1937年到1950年間，奈瓦夏湖曾是飛船的停泊點。負責英國到南非中間旅客和郵件的轉運。連接肯亞首都奈洛比和奇蘇穆。當時知名作家喬伊·亞當森（Joy Adamson）也住在這裡，並寫出了膾炙人口的書《生而自由》（Born Free）
1981年，首間地熱能發電廠投入服務，1985年總發電量45兆瓦。